# Roger Dwyre
Roger André Golding Dwyre (* 31. Dezember 1913 in Paris; † 24. Mai 2005 in Tourrettes-sur-Loup, Frankreich) war ein französischer Filmeditor, der in seiner rund 30-jährigen Karriere bei über 40 Kinofilm-Produktionen für den Filmschnitt verantwortlich war. Darunter waren Klassiker des internationalen Films wie Rififi, Sonntags… nie!, Paris Blues, Topkapi oder Spion zwischen 2 Fronten.

## Leben und Karriere
Roger Dwyre begann seine Laufbahn als freischaffender Filmeditor Mitte der 1940er Jahre in Frankreich mit dem Kurzfilm Aubervilliers. Danach finden sich in der Filmografie des gebürtigen Parisers über 40 Spielfilme in knapp 30 Jahren in einer Vielzahl von Genres, darunter jeweils mehrere Filme für international bekannte Regisseure wie René Clément, Yves Ciampi, Terence Young oder Jules Dassin. Mit Dassin verband ihn eine lange Freundschaft. Ihre Zusammenarbeit begann 1954 und brachte einige Klassiker hervor wie den dramatischen Einbruchskrimi Rififi mit Jean Servais, die Komödie Sonntags… nie! mit Melina Mercouri, die Gaunerkomödie Topkapi mit Maximilian Schell und Peter Ustinov oder das romantische Filmdrama Halb elf in einer Sommernacht ebenfalls mit Melina Mercouri sowie Romy Schneider und Peter Finch in den Hauptrollen. Bei den beiden letztgenannten Filmen wirkte Dwyre auch als Produktionsleiter. Roger Dwyre beendete seine Tätigkeit beim Film Mitte der 1970er Jahre mit dem die Ermordung des österreich-ungarischen Thronfolgerpaares (1914) thematisierenden Zeitgeschichtsdrama Der Tag, der die Welt veränderte mit Christopher Plummer und Florinda Bolkan. Danach zog er sich in die französische Provinz zurück.

## Filmografie (Auswahl)

### Filmeditor
- 1946: Aubervilliers (Kurzfilm)
- 1947: Das Boot der Verdammten (Les Maudits)
- 1949: Der König (Le Roi)
- 1950: Der Vagabund von Paris (Ma pomme)
- 1950: Rendezvous in Paris (Le Château de verre)
- 1950: Lady Paname
- 1951: Chefarzt Dr. Delius (Un grand patron)
- 1951: Rauschgift Curare (Identité judiciaire)
- 1951: Les nuits de Paris
- 1952: Verbotene Spiele (Jeux interdits)
- 1952: Le plus heureux des hommes
- 1953: Der Arzt und das Mädchen (Le guérisseur)
- 1953: Der geheimnisvolle Brief (Lettre ouverte)
- 1953: Liebe ohne Gnade (L’esclave)
- 1954: Heiße Ware für Marseille (Quai des blondes)
- 1954: Mourez, nous ferons le reste
- 1955: Nagano (Nagana)
- 1955: Rififi (Du rififi chez les hommes)
- 1955: Die Helden sind müde (Les héros sont fatigués)
- 1956: Die große und die kleine Welt (The Ambassadors Daughter)
- 1957: Taifun über Nagasaki (Typhon sur Nagasaki)
- 1957: Der Mann, der sterben muß (Celui qui doit mourir)
- 1958: Die schwarze Sklavin (Tamango)
- 1959: Wo der heiße Wind weht (La legge)
- 1960: Sonntags… nie! (Ποτέ Την Κυριακή)
- 1960: Drama im Spiegel (Crack in the Mirror)
- 1961: Paris Blues
- 1961: Das große Wagnis (The Big Gamble)
- 1962: Phaedra
- 1962: Verbrechen aus Liebe (Le Crime ne paie pas)
- 1962: Gigot, der Stumme vom Montmartre (Gigot)
- 1964: Topkapi
- 1965: Lady L
- 1966: Halb elf in einer Sommernacht (10:30 P.M. Summer)
- 1966: Lautlose Waffen (L’espion)
- 1966: Spion zwischen zwei Fronten (Triple Cross)
- 1968: Hamilchama al hashalom (Dokumentarfilm)
- 1969: Die Irre von Chaillot (The Madwoman of Chaillot)
- 1972: Kill!
- 1972: Treibjagd (La Course du lièvre à travers les champs)
- 1973: Le guerriere dal seno nudo
- 1975: Der Tag, der die Welt veränderte (Sarajevski atentat)